# البارودة (الرقة)
البارودة قرية سورية صغيرة تقع على نهر الفرات تابعة لمحافظة الرقة تقع غرب مدينة الرقة وتبعد (22) كم عن مركز المدينة على الطريق العام حلب - الرقة، ويعتمد أهلها على الزراعة ورعي الأغنام والوظائف الحكومية وهناك مقولة لتسميتها بهذا الاسم ان اهلها كانوا يصنعون حفر في الأرض بالقرب من نهر الفرات لتخزين المياه فيها في فصل الصيف ويطلق عليها البرادات وتحرفت التسمية حتى أصبحت البارودة، يوجد في القرية مدرسة ابتدائية وثانوية ومخبز الي ووحدة إرشادية زراعية.
‌